# Nigel Smith
Nigel Smith (ur. 13 lutego 1967 roku w Londynie) – brytyjski biznesmen i kierowca wyścigowy.

## Kariera wyścigowa
Smith rozpoczął karierę w międzynarodowych wyścigach samochodowych w 1993 roku od startów w wyścigu World Cup Formula 3000 - Moosehead GP, gdzie został sklasyfikowany na czwartej pozycji. W późniejszych latach Brytyjczyk pojawiał się także w stawce Sports Racing World Cup, FIA GT Championship, American Le Mans Series, 24-godzinnego wyścigu Le Mans, Le Mans Endurance Series oraz Le Mans Series.

## Wyniki w 24h Le Mans
| Rok  | Zespół                               | Partnerzy                        | Samochód                  | Klasa | Okr. | Poz. | Klasa Pos. |
| ---- | ------------------------------------ | -------------------------------- | ------------------------- | ----- | ---- | ---- | ---------- |
| 2001 | Perspective Racing                   | Thierry Perrier Michel Neugarten | Porsche 911 GT3-RS        | GT    | 275  | 9    | 3          |
| 2003 | Thierry Perrier Perspective Racing   | Michel Neugarten Ian Khan        | Porsche 911 GT3-RS        | GT    | 305  | 18   | 3          |
| 2004 | Thierry Perrier Perspective Racing   | Ian Khan Tim Sugden              | Porsche 911 GT3-RS        | GT    | 283  | 23   | 10         |
| 2006 | Russian Age Racing Cirtek Motorsport | Tim Sugden Christian Vann        | Ferrari 550-GTS Maranello | GT1   | 124  | NU   | NU         |